# アルファボット
『アルファボット』 (ALPHABOTS) は、1985年頃に増田屋コーポレーションより発売された知育玩具。
本項では姉妹品である『ナンバーボット』 (NUMBERBOTS) についても記述する。

## 概要
ラテン文字のアルファベットやアラビア数字の形をした物体がロボットに変形するというそして互いに組み合わせる変形玩具で、文字の数と同数の商品が発売された。アルファベットから変形する物をアルファボット（全26種類）、アラビア数字から変形する物をナンバーボット（全10種類）と言う。各480円で、アルファボット全26種を纏めたセット商品は12,000円、ナンバーボット全10種と数学記号を纏めてセット販売した商品は5,000円。
平成19年頃には色使いを青に揃えてガシャポン用商品として復活した。
平成20年9月8日にはフロッグポート社から本品の絵柄を印刷したTシャツが7種類各4,000円で発売された（Frog Port スタッフブログ | アルファボット　Ｔシャツ）。
平成22年3月8日には明治チューインガムから『ABCロボ』という名前で色使いを変更して食玩としてアルファボットのみ復刻された。各126円。中身の見える袋に入れて売られている。

## 類似玩具
- アニマルキッズ - 昭和62年頃ヨネザワから発売。ラテン文字のアルファベットが一文字書かれた正方形の板が、その英字を英名の頭文字とした動物に変形する変形玩具。各550円。
- 変形組合数字戦隊 5体合体空中覇王 - 中国にて発売。5種類の数字がそれぞれ乗り物に変形し、更に人型に合体する変形玩具。纏め売りと個別売りの商品が有る。
- 『侍戦隊シンケンジャー 侍合体 DXシンケンオー』 - 平成21年2月バンダイから発売。人型ロボットを構成する各部品は、エンブレムモードという幾何学図形に漢字が一文字書かれた形態と、動物形態に変形出来る。
- 超変換！！もじバケる - 平成22年5月17日バンダイから発売。動物を表す漢字の立体物が漢字の意味する動物の形に変形する。「犬」「虎」「魚」「馬」「鳥」「竜」の6形態各4色計24種類発売の食品玩具。平成24年2月には『超変換大戦 もじバケるG』シリーズ、平成25年9月には『チョウヘンカン!!もじバケるカナ』が発売された。
- 言獣覚醒ワーディアン - 平成28年2月16日バンダイから発売。アルファベットから怪物形態に変形する。
- 武神漢装ジーガイン - 平成28年10月24日バンダイから発売。漢字4文字を人型に変形合体させる。

- 字母機械人 - 中国で発売されたアルファボットの複製品。
- 名称不明 - 韓国で発売されたアルファボットとナンバーボットの複製品。

## 商品ラインナップ
『アルファボット』『ナンバーボット』には製品本体のほか、商品のミニカタログとプロフィールの書かれたカードが同梱されている。それぞれに全長（ロボット形態の身長）・重量（体重）・オイル型（血液型に相当する）だけでなく、性格まで設定されている。

### アルファボット
全ての製品が一度に発売されたわけではなく、何度かに分けて発売された。初期の製品のカタログには、その後に発売された製品が発売後とは異なる仮称で掲載されていた時期があった。
A：アコット "エイ"（ACOT "A"）
第一期発売。
- 全長・56mm、重量・24.15g、星座・おひつじ座、オイル型・A型オイル
- 性格：いつも明るく正義感が強い、しかしイタズラも大好き。

B：ビルビー "ビー"（BILBEE "BEE"）
第一期発売。
- 全長・60mm、重量・27.2g、星座・おうし座、オイル型・B型オイル
- 性格：ひっこみじあんだけど、ねばり強いガンバリ屋、料理も上手。

C：コンボル "シー"（CONBOL "CEE"）
第一期発売。
- 全長・62.5mm、重量・30.35g、星座・ふたご座、オイル型・O型オイル
- 性格：アイデアマンで、じっとしているのが苦手な行動派。

D：デバイド "ディー"（DEVID "DEE"）
第一期発売。
- 全長・65mm、重量・32.7g、星座・かに座、オイル型・A型オイル
- 性格：心はとってもやさしく、世話好きな感動家さん。

E：エペット "イー"（EPET "E"）
第一期発売。
- 全長・62.5mm、重量・35.35g、星座・おとめ座、オイル型・O型オイル
- 性格：スポーツ万能。気がやさしく、力持ち。

F：フラッグ "エフ"（FLAG "EF"）
第二期発売。発売前における仮称は「フィックス」で、初期製品のカタログにはその名で掲載されていた。
- 全長・60mm、重量・33.1g、星座・いて座、オイル型・B型オイル
- 性格：気分屋だけど、ウソがきらいな活動派。

G：グロイド "ジー"（GROIDO "GEE"）
第一期発売。
- 全長・64mm、重量・27.45g、星座・てんびん座、オイル型・AB型オイル
- 性格：いつものんびりしている、絵が上手で魅力ある芸術家タイプ。

H：ハルダー "エイチ"（HALDAR "AICH"）
第一期発売。
- 全長・63mm、重量・30.85g、星座・しし座、オイル型・A型オイル
- 性格：ガンコでしっかり者だけど、じつはロマンチストで感激屋。

I：イノ "アイ"（INO "I"）
第一期発売。
- 全長・55mm、重量・15.8g、星座・やぎ座、オイル型・B型オイル
- 性格：まじめで誠実、なんでも器用な努力家です。

J：ジョニー "ジェイ"（JONY "JAY"）
第三期発売。発売前における仮称は「ジュピター」。
- 全長・75mm、重量・23.1g、星座・おひつじ座、オイル型・B型オイル
- 性格：開放的で気どりがない、元気な社交家。

K：キロルト "ケイ"（KILOLT "KAY"）
第二期発売。発売前における仮称は「ケイン」。
- 全長・67.5mm、重量・30.2g、星座・みずがめ座、オイル型・A型オイル
- 性格：ひらめきがはやく、発想ゆたかな未来指向派。

L：ライラック "エル"（LILACK "EL"）
第三期発売。発売前における仮称は「ライロック」。
- 全長・78mm、重量・21.1g、星座・ふたご座、オイル型・A型オイル
- 性格：話題豊富で、好奇心いっぱいの明るい性格。

M：メガス "エム"（MEGAS "EM"）
第一期発売。
- 全長・63mm、重量・31.65g、星座・やぎ座、オイル型・A型オイル
- 性格：責任感がつよくて、たよりになる現実派タイプ。

N：ネプラー "エヌ"（NEPLAR "EN"）
第一期発売。
- 全長・58.5mm、重量・27.45g、星座・みずがめ座、オイル型・AB型オイル
- 性格：語学力はバツグン、自由を愛する学者タイプ。

O：オクター "オー"（OCTOR "O"）
第一期発売。
- 全長・65mm、重量・33.8g、星座・おうし座、オイル型・O型オイル
- 性格：ふだんはおとなしいが、物事に熱心で忍耐強い力持ち。

P：ペポイ "ピー"（PEPOYE "PEE"）
第二期発売。発売前における仮称は「ポリオン」。
- 全長・53mm、重量・22.9g、星座・ふたご座、オイル型・B型オイル
- 性格：手先が器用で冒険大好きな積極派。

Q：クウェス "キュー"（QUES "QUEW"）
第三期発売。初期製品のパンフレットには「クウェス（仮）」と記載されていたが、その仮称がそのまま製品名になった。
- 全長・65mm、重量・29.65g、星座・しし座、オイル型・O型オイル
- 性格：創意工夫で才能を発揮し、包容力のあるやさしい性格（原文ママ、読点無）

R：リゲル "アール"（RIGEL "AR"）
第一期発売。
- 全長・62mm、重量・30.2g、星座・うお座、オイル型・A型オイル
- 性格：親切で気のいいロマンチスト、とっても清潔好き。

S：ソクラ "エス"（SOCRA "ES"）
第一期発売。
- 全長・65mm、重量・31.65g、星座・おとめ座、オイル型・B型オイル
- 性格：情報を集めるのが得意、社交的な性格です。

T：テリム "ティー"（TELIM "TEE"）
第一期発売。
- 全長・61mm、重量・19.1g、星座・いて座、オイル型・A型オイル
- 性格：イタズラ好きで、外に出るのが大好き、陽気なお天気屋さん。

U：ウラヌス "ユー"（ULANUS "U"）
第一期発売。
- 全長・67mm、重量・28.15g、星座・さそり座、オイル型・O型オイル
- 性格：社交的ではないけれど、研究熱心な情熱的タイプ。

V：ベガル "ブイ"（VEGAL "VEE"）
第三期発売。発売前における仮称は「ベルガ」。
- 全長・62mm、重量・24.5g、星座・かに座、オイル型・AB型オイル
- 性格：気が小さいけれど、記憶力・理解力にすぐれた教養派。

W：ウィット "ダブリュー"（WIT "DOUBLE-U"）
第二期発売。発売前における仮称は「ウォルド」。
- 全長・55mm、重量・31.6g、星座・おひつじ座、オイル型・O型オイル
- 性格：買物好きで、だれとでも仲良くなれる陽気者。

X：ザイロン "エックス"（XYLON "EX"）
第三期発売。クウェスと同じく、仮称がそのまま製品名になった。
- 全長・62mm、重量・28.5g、星座・さそり座、オイル型・B型オイル
- 性格：頭の回転が速く、つねに情熱を秘めている知性派。

Y：ユスマー "ワイ"（YUTHMER "WY"）
第二期発売。発売前における仮称は「ワイット」。
- 全長・63mm、重量・24.8g、星座・てんびん座、オイル型・A型オイル
- 性格：おしゃれセンスはバツグンな、個性派タイプ（原文ママ、読点無）

Z：ジグ "ゼッド"（ZIGU "ZED"）
第三期発売。発売前における仮称は「ゼニス」。
- 全長・56mm、重量・29.7g、星座・うお座、オイル型・O型オイル
- 性格：目標への行動力と根性を持つ、ゆかいな熱血漢。

### ナンバーボット
ナンバーボットの名称は、いずれもその数字の英語読みそのままである。
1：ワン（ONE）
- 全長・68mm、重量・23.15g、星座・みずがめ座、オイル型・O型オイル
- 性格：観察力があり、先を考えて行動がとれるグループのリーダー。

2：ツー（TWO）
- 全長・65mm、重量・29.8g、星座・うお座、オイル型・B型オイル
- 性格：目がよくて遠くまで見わたせ、困っている人を助ける親切ロボット。

3：スリー（THREE）
- 全長・63mm、重量・32.5g、星座・さそり座、オイル型・A型オイル
- 性格：研究熱心なエンジニア、料理の腕もグループで一番です。

4：フォー（FOUR）
- 全長・70mm、重量・28.5g、星座・かに座、オイル型・B型オイル
- 性格：グループで一番足が速く、どこへでも行ける行動力があります。

5：ファイブ（FIVE）
- 全長・69mm、重量・29.9g、星座・おとめ座、オイル型・A型オイル
- 性格：情報を集めるのが一番で、コンピュータで問題をすぐに解決します。

6：シックス（SIX）
- 全長・55mm、重量・27.6g、星座・てんびん座、オイル型・O型オイル
- 性格：発明・修理が一番うまく、どんな機械でも作り出す工作ロボットです。

7：セブン（SEVEN）
- 全長・63mm、重量・23.7g、星座・やぎ座、オイル型・AB型オイル
- 性格：経験ゆたかで、みんなを助ける相談役のドクターロボットです。

8：エイト（EIGHT）
- 全長・58mm、重量・30.5g、星座・しし座、オイル型・B型オイル
- 性格：好奇心があり、一番の冒険好き、陽気でみんなを楽しませます。

9：ナイン（NINE）
- 全長・68mm、重量・28.5g、星座・いて座、オイル型・AB型オイル
- 性格：計画を立て実行するのがグループで一番うまい、アイデアロボットです。

0：ゼロ（ZERO）
- 全長・66mm、重量・32.5g、星座・おうし座、オイル型・A型オイル
- 性格：責任感が強くグループ一番の力持ち、誰からも頼りにされています。

### その他
ナンバーボット用記号セット
「＋」「－」「×」「÷」「＝」の5つの記号がセットになっている。単なる記号であり、変形ギミックは盛り込まれていない。